# Strumigenys phytibia
Strumigenys phytibia är en myrart som beskrevs av Brown 1957. Strumigenys phytibia ingår i släktet Strumigenys och familjen myror. Inga underarter finns listade i Catalogue of Life.